# Sextus Appuleius (Konsul 29 v. Chr.)
Sextus Appuleius war ein römischer Senator in der 2. Hälfte des 1. Jahrhunderts v. Chr. und Neffe des Kaisers Augustus.
Er war der Sohn eines gleichnamigen Senators und der Octavia Maior, der älteren Halbschwester des Augustus. Zusammen mit seinem Onkel bekleidete er im Jahr 29 v. Chr. das ordentliche Konsulat. Danach wurde Appuleius Statthalter (Prokonsul) der Provinz Hispania citerior. Für siegreiche Kämpfe dort, über die nichts weiter bekannt ist, erhielt er einen Triumph, den er am 25. Januar 26 v. Chr. feierte. Später, wohl 23/22 v. Chr., amtierte er als Prokonsul der Provinz Asia, wo er kultische Ehren erhielt.  Laut Cassius Dio verteidigte er etwa im Jahr 12 v. Chr. zusammen mit Maecenas vor Gericht einen des Ehebruchs Angeklagten. 8 v. Chr. war Appuleius Statthalter (Legatus Augusti pro praetore) der Provinz Illyricum und kämpfte offenbar erfolgreich gegen die Pannonier.
Appuleius bekleidete das kultische Amt eines Auguren und war eventuell auch flamen Iulialis (Priester für den vergöttlichten Caesar); als solcher ist er vielleicht auf der Ara Pacis abgebildet.
Aus einer Inschrift in Kyme geht hervor, dass Sextus Appuleius mit einer Quinctilia verheiratet war, wohl einer Schwester des Publius Quinctilius Varus, und mit ihr eine Tochter namens Appuleia Varilla hatte.
Sein jüngerer Bruder Marcus Appuleius war ordentlicher Konsul im Jahr 20 v. Chr., sein Sohn Sextus im Jahr 14 n. Chr.